# Tricot
tricot(일본어: トリコ 토리코[*])는 일본의 4인조 록 밴드이다. 2010년 보컬이자 기타리스트인 나카지마 이쿠미(中嶋郁美, "잇큐"), 기타리스트 기다 모토코(木田素子, "모티포")와 베이시스트 사가네 히로미(相根宏美, "히로히로")의 3인으로 일본 교토에서 결성되었으며, 2017년 드러머인 요시다 유스케가 합류했다. 2022년 현재 총 일곱 개의 정규 앨범을 발매했다. 《롤링 스톤》은 tricot의 음악을 "속도를 높이고 팝의 당의를 입어 격해진 매스 록"으로 묘사했다.

## 구성원
- 나카지마 잇큐(일본어: 中嶋イッキュウ, 기타, 보컬)
- 기다 모티포(일본어: キダ モティフォ, 기타)
- 히로미 히로히로(일본어: ヒロミ・ヒロヒロ, 베이스)
- 요시다 유스케 (일본어: 吉田雄介, 드럼, 2017년~현재)

## 음반

### 앨범
|            | 발매일     | 제목           |
| ---------- | ---------- | -------------- |
| 미니 1집   | 2011-08-02 | 爆裂トリコさん |
| 미니 2집   | 2012-05-09 | 小学生と宇宙   |
| 1집        | 2013-10-02 | T H E          |
| 2집        | 2015-03-18 | A N D          |
| 3집        | 2017-05-17 | 3              |
| 메이저 1집 | 2020-01-29 | 真っ黒         |
| 메이저 2집 | 2020-10-21 | 10             |
| 메이저 3집 | 2021-12-15 | 上出来         |
| 메이저 4집 | 2022-12-14 | 不出来         |